# Hainanhua

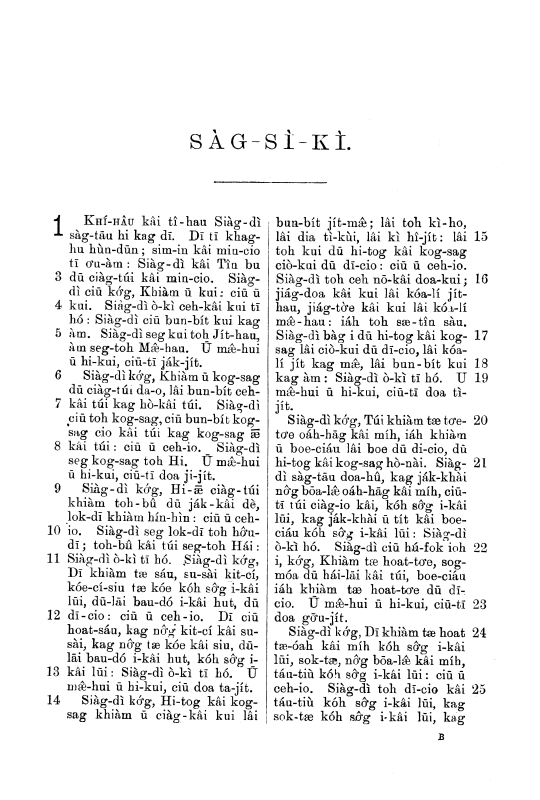
Genesis 1 in het Hainanhua

Hainanhua is het lokale dialect van het Chinese eiland Hainan. Sprekers noemen hun eigen dialect "Hái-nâm-oe". Het is een subdialect van het Minnanyu en is dus verwant met het Chaozhouhua en Taiwanees. Hainanhua wordt gesproken in de aankustgrenzende gebieden van Hainan. Door migratie van Hainannezen, zijn er nog enkele sprekers van het dialect in Zuidoost-Azië te vinden. Hainanhua is niet het meestgesproken dialect van het eiland. Het Standaardmandarijn met sterk zuidelijk accent wordt meer gesproken.
Een variant van het Hainanhua is het Leizhouhua dat wordt gesproken op het Kantonese schiereiland Leizhou.

## Classificatie
- Sino-Tibetaanse talen
  - Chinese talen
    - Min (taal)
      - Zuidelijk Min/Minnan
        - Hainanhua